# 우미정
우미정(일본어: 宇美町 우미마치[*])은 일본 후쿠오카현 가스야군의 정으로 후쿠오카시 동남부에 있다.

## 지리
후쿠오카현 북서부에 있고 후쿠오카시에서 동남쪽으로 약 15km 떨어진 곳에 위치한다. 후쿠오카 도시권에 속하며 정 북부·북서부의 평지는 후쿠오카시의 베드타운으로 개발이 진행되고 있다. 정 남부·동부는 산지로, 특히 남부의 시오지산은 하이킹 코스로 인기가 있다. 또 정 동부의 산군산은 후쿠오카현의 대표적인 등산 코스가 되고 있다.

### 인접한 자치체
- 후쿠오카시(하카타구)
- 다자이후시
- 오노조시
- 이즈카시
- 가스야군 시메정, 스에정

## 역사
- 1889년 4월 1일 - 정촌제 시행으로 우미촌이 성립하였다.
- 1920년 10월 20일 - 정으로 승격해 우미정이 되었다.

## 산업
일찍이 석탄 산업으로 번창했지만 1960년대의 에너지 혁명으로 쇠퇴하였다. 현재는 농업, 임업, 관광업이 주산업이 되고 있다. 또 온정 중앙부에는 하야미 공장 단지와 와카쿠사 공장 단지가 건설되어 공장이나 사업소의 유치를 도모하고 있다.

## 교통

### 철도
- 규슈 여객철도 가시선